# Ђениволта
Ђениволта (итал. Genivolta) је насеље у Италији у округу Кремона, региону Ломбардија.
Према процени из 2011. у насељу је живело 1065 становника. Насеље се налази на надморској висини од 64 м.

## Становништво
| 1936. | 1951. | 1961. | 1971. | 1981. | 1991. | 2001. | 2011. |
| ----- | ----- | ----- | ----- | ----- | ----- | ----- | ----- |
| 2.309 | 2.515 | 1.867 | 1.473 | 1.303 | 1.184 | 1.085 | 1.178 |